# Освалдо де Леон
Освалдо де Леон (на испански: Osvaldo de León) е американски актьор. Дебютира в телевизията през 2007 г. в мексиканската теленовела Дума на жена. През 2017 г. получава първата си главна роля в теленовелата Без твоя поглед, продуцирана от Игнасио Сада Мадеро.

## Биография
Де Леон е роден в Браунсвил и е израснал в Матаморос. След завършване на гимназия се мести в град Мексико, където започва да учи актьорско майсторство в Центъра за артистично образование към Телевиса.

## Филмография

### Телевизия
- Кадифе: Новата империя (2025) – Матео Андраде
- В плен на любовта (2025) – Сантяго
- Мините на страстта (2023) – Леонардо Сантамария
- Прости нашите грехове (2023) – Херардо Монтеро
- Проектиране на любовта ти (2021) – Ектор
- Лекари, линия на живота (2019) – Серхио
- Свърталище на вълци (2019) – Луис Гусман
- Без твоя поглед (2017 – 18) – Луис Алберто Окаранса Арсуага
- Имало едно време (2017) – Даниел Торес
- Мечта за любов (2016) – Ерасмо Гайо Перес
- Непростимо (2015) – Даниел Фернандес
- Необичана (2014) – Херман Паласиос Салмерон
- Това, което животът ми открадна (2013) – Себастиан де Икаса
- Да лъжеш, за да живееш (2013) – Леонардо Олвера де ла Гарса
- Семейство с късмет (2011 – 12) – Томас Кампос
- Niña de mi corazón (2010) – Хуан Висенте
- Кълна се, че те обичам (2008 – 09) – Родриго Чаролет
- Дума на жена (2007 – 08) – Ариел Кастеянос

### Кино
- Ulises y los diez mil Bigotes (2014) – Нарсисо
- Guía de turistas (2014) – Кристобал
- Hidden Moon / Luna Escondida (2012) – Тобиас

### Театър
- The Tempest (2011)
- Sicario (2009)
- Otelo (2009)
- Ah, Soledad (2007)
- Escenas de Amor Shakespeare (2007)
- Nuestro Pueblo de Thorton Wilder (2006)
- Sueño de una noche de verano (2005)

## Награди и номинации

### Награди
| Година | Церемония       | Категория                                       | Проект             |
| ------ | --------------- | ----------------------------------------------- | ------------------ |
| 2010   | Награди АПТ     | Най-добър актьор в поддържаща роля в постановка | Othelo             |
| 2012   | Ти Ви и Новелас | Най-добър млад актьор                           | Семейство с късмет |
| 2013   | Браво           | Най-добър актьор на годината                    | Luna escondida     |

### Номинации
| Година | Церемония       | Категория                | Проект         |
| ------ | --------------- | ------------------------ | -------------- |
| 2009   | Ти Ви и Новелас | Най-добро мъжко откритие | Дума на жена   |
| 2013   | Диосас де Плата | Откритие на годината     | Luna escondida |